# Serra da Estrela (sub-região)
A Serra da Estrela foi uma sub-região estatística portuguesa, parte da Região do Centro (Região das Beiras) e do Distrito da Guarda. Limitava a norte com o Dão-Lafões, a leste com a Beira Interior Norte, a sul com a Cova da Beira e a oeste com o Pinhal Interior Norte. Tinha uma área de 100,89 km² e uma população de 43 737 habitantes (censos de 2011).
Compreendia três concelhos:
- Fornos de Algodres
- Gouveia – cidade
- Seia – cidade